# Homalium austro-caledonicum
Homalium austro-caledonicum är en videväxtart som beskrevs av Berthold Carl Seemann. Homalium austro-caledonicum ingår i släktet Homalium och familjen videväxter. Inga underarter finns listade i Catalogue of Life.